# Lepidoceras kingii
Lepidoceras kingii är en sandelträdsväxtart som beskrevs av Joseph Dalton Hooker. Lepidoceras kingii ingår i släktet Lepidoceras och familjen sandelträdsväxter. Inga underarter finns listade i Catalogue of Life.